# Liban
Liban (arab. ‏لبنان‎, trb. Lubnān), oficjalnie Republika Libańska (arab. ‏الجمهوريّة اللبنانيّة‎, trb. al-Jumhūrīya al-Lubnānīya, wym. w dialekcie libańskim: [elˈʒʊmhuːɾɪjje l.ˈlɪbneːnɪjje]) – państwo położone w zachodniej Azji, na obszarze Bliskiego Wschodu, nad Morzem Śródziemnym, graniczące z Syrią i Izraelem.

## Informacje podstawowe
- Stolica: Bejrut (2 mln 60 tys. mieszkańców (2012)).
- Język urzędowy: arabski (dodatkowy francuski).
- Podział administracyjny: 6 muhafaz.
- Ustrój: republika parlamentarna, na czele państwa stoi prezydent wybierany co 6 lat, władzę ustawodawczą sprawuje jednoizbowy parlament złożony z 128 członków (po 64 chrześcijan i muzułmanów), wybierany na 4 lata.
- Waluta: funt libański (90000 LL = 1$).
- Główne miasta: Trypolis, Zahla, Sydon, Baalbek, Tyr.
- Główne rzeki: Litani, nadto źródła Asi (Orontesu) i Jordanu.
- Główne narodowości: 82,6% Libańczyków, 9,6% Palestyńczyków, ponadto Syryjczycy, Ormianie, Kurdowie i inni.
- Główne religie: islam i chrześcijaństwo.

Stanowiska państwowe i rządowe obsadzane są według klucza wyznaniowego: prezydent – chrześcijanin maronita, premier – muzułmanin sunnita, przewodniczący parlamentu – muzułmanin szyita, równy podział tek ministerialnych, wyższych stanowisk w administracji państwowej oraz miejsc w parlamencie między przedstawicieli ludności muzułmańskiej i chrześcijańskiej.

## Pochodzenie nazwy
Nazwa Liban (w standardowym języku arabskim „Lubnān”; „Lebnan” albo „Lebnèn” w lokalnym dialekcie) ma swoje źródło w semickim „LBN”, które łączy się z kilkoma słowami bliskoznacznymi w różnych językach, takimi jak biały czy mleko. Stanowi to odniesienie do pokrytych śniegiem Gór Libanu. Takie określenia zostały znalezione w Biblii; słowo „Liban” jest wspomniane 71 razy w Starym Testamencie. Znaleziono je też na 3 z 12 tablic Eposu o Gilgameszu, w tekście znalezionym w ruinach starożytnego miasta Ebla.

## Geografia
- Ukształtowanie terenu: Powierzchnia górzysta, z wyjątkiem pasa nizin nadbrzeżnych; równolegle do wybrzeży dwa pasma górskie Liban i Antyliban (najwyższy szczyt Kurnat as-Sauda 3083 m n.p.m.), oddzielone tektoniczną doliną Bekaa (dł. ok. 150 km).
- Klimat podzwrotnikowy śródziemnomorski; na wybrzeżu średnia temperatura w styczniu 13 °C, w lipcu 28 °C, w górach, na wys. ok. 1000 m odpowiednio 6 °C i 22 °C, roczny opad 600-3000; pora sucha od czerwca do września.
- Roślinność: uboga, głównie zarośla makchia, stepy, łąki górskie; niewielkie obszary leśne (w tym resztki słynnych lasów cedrowych).

## Historia
W starożytności na terenie Libanu znajdowała się Fenicja, od VII w. p.n.e. kolejno znajdował się pod panowaniem Asyrii, Babilonii, Persji, Macedonii, Ptolemeuszy i Seleucydów. W latach 64–63 p.n.e. wchodził w skład rzymskiej prowincji Syrii, a po rozpadzie cesarstwa rzymskiego w 395 r. znalazł się w Bizancjum. W VII wieku obszar Libanu został podbity przez Arabów zjednoczonych w ramach kalifatu, następnie znajdował się we władaniu kolejno Tulunidów, Ichszydydów i Fatymidów. W latach 1098–1291 zajmowany przez krzyżowców, następnie zdobyty przez mameluków z Egiptu, od XVI wieku stał się częścią Imperium Osmańskiego. Od 1861 r. autonomia w obrębie państwa tureckiego, podczas I wojny światowej Liban był okupowany przez Francję i Wielką Brytanię. Od 1920 r. na mocy postanowień konferencji w San Remo należał wraz z Syrią do terytorium mandatowego Francji przekształconego sześć lat później w republikę. W 1941 r. nastąpiło ogłoszenie formalnej niepodległości, uznanej dwa lata później. Liban jest państwem współzałożycielem Ligi Państw Arabskich i członkiem ONZ.
Względna stabilizacja zakończyła się w 1958 roku, gdy doszło do starć muzułmańskich rebeliantów z prozachodnim rządem maronickim. Rząd Kamila Szamuna, obawiając się utraty władzy, poprosił wojska amerykańskie o interwencję w kraju.
W latach 1975–1990 trwała wojna domowa pomiędzy muzułmanami a częścią ugrupowań chrześcijańskich, wywołana napływem palestyńskich uchodźców z Izraela, Jordanii, Syrii i ustanowieniem w 1970 roku siedziby Organizacji Wyzwolenia Palestyny na terenie Libanu. Pierwsza ze stron konfliktu wywodziła się z radykalnie prawicowych grup chrześcijańskich Falangi Libańskiej wiernej Baszirowi al-Dżumajilowi oraz milicji Tygrysów. Przeciwnikami Falangi i Tygrysów były zbrojne grupy palestyńskie częściowo zgrupowane w Organizacji Wyzwolenia Palestyny (al-Fatah, Front Wyzwolenia Palestyny, Demokratyczny Front Wyzwolenia Palestyny, Ludowy Front Wyzwolenia Palestyny) i koalicja ugrupowań lewicowych muzułmanów oraz druzów z Libańskiego Ruchu Narodowego. W 1976 walki stopniowo objęły terytorium całego Libanu, przyjmując postać najbardziej krwawych masakr i pogromów. W czerwcu 1976 do Libanu wkroczyła syryjska armia, wymuszając na wszystkich stronach przyjęcie zawieszenia broni.
Pod koniec lat 70. OWP zorganizowała serię przygranicznych ataków na siły izraelskie. W odpowiedzi siły zbrojne Izraela w 1978 roku rozpoczęły operację Litani skierowaną przeciwko oddziałom OWP. W operacji wojska izraelskie wsparły siły libańskich chrześcijan. Od 1978 roku w Libanie południowym Armia izraelska i Armia Południowego Libanu zajęły wąski pas ziemi, określony jako strefa bezpieczeństwa. W 1978 roku w czasie „wojny studniowej” Baszir al-Dżumajjil czasowo wyparł oddziały wojsk syryjskich z obszarów zamieszkanych przez chrześcijan. Od tego samego roku w Libanie południowym stacjonuje misja pokojowa ONZ, czyli wojska UNIFIL. Po zakończeniu operacji w dalszym ciągu dochodziło do przygranicznych starć. 6 czerwca 1982 roku wojsko izraelskie rozpoczęło inwazję na Liban w celu ponownego wydalenia sił OWP z południa Libanu. W wyniku walk doszło do ewakuacji sił OWP z Libanu. Od tamtego czasu konflikt przybrał charakter walk między siłami Izraela i chrześcijanami a siłami prosyryjskimi i regularną armią Syrii. W ostatnim okresie wojny z Syrią (1988-1990) na czele chrześcijan jako tymczasowy prezydent stał generał Michel Aoun, który został jednak pokonany i zmuszony do emigracji. Po podpisaniu porozumienia z Taif z 1989 roku władzę w Libanie przejęli politycy prosyryjscy.
14 lutego 2005 były premier Libanu, Rafik al-Hariri został zabity. Wywołało to masowe demonstracje opozycji, która oskarżyła Syrię o to zabójstwo. Syria zaprzeczyła tym oskarżeniom. Protesty te określono jako „cedrowa rewolucja”. Pod wpływem protestów oraz nacisków ONZ i krajów arabskich, Syria wycofała swoje wojska z Libanu w dniu 25 kwietnia 2005. W maju-czerwcu 2005r. blok antysyryjski wygrał wybory, następnie 19 lipca 2005 władzę objął nowy rząd, którego premierem został Fouad Siniora, co stało się zwieńczeniem „cedrowej rewolucji”. Liban stał się ponownie, po niemal 30 latach syryjskiej okupacji, w pełni wolnym państwem.
W okresie 12 lipca–8 września 2006 doszło do ataku wojsk Izraela na Liban w odwecie za porwanie dwóch izraelskich żołnierzy oraz ostrzał Izraela pociskami Katiusza przeprowadzony przez Hezbollah z baz w południowym Libanie i w efekcie nastąpiła kolejna okupacja południowego Libanu przez Izrael (22 lipca–1 października 2006).
14 października 2008 Syria uznała niepodległość Libanu i nawiązała z nim stosunki dyplomatyczne. W styczniu 2011 roku doszło do ogólnokrajowych protestów w tym kraju. W tym samym roku doszło do sformowania rządu zdominowanego przez partie prosyryjskie. Zwycięstwo sił prosyryjskich i protesty sunnickiej opozycji doprowadziły do konfliktu między sunnitami i szyitami. Na Liban wpływ miała wojna domowa w Syrii, gdyż w kraju dochodziło do walk między zwolennikami syryjskiego prezydenta Baszara al-Asada (szyici z alawitami) i jego przeciwnikami (sunnici). W 2014 roku doszło do walk armii libańskiej i Hezbollahu z Państwem Islamskim napływającym do Libanu ze strony Syrii.
4 sierpnia 2020 roku w porcie w stolicy Libanu, Bejrucie, doszło do potężnego wybuchu, w wyniku którego zginęło ponad 200 osób, a ponad 6 tysięcy zostało rannych. Wydarzenie to miało ogromny wpływ na cały kraj.

## Demografia i religia
Struktura religijna kraju według CIA The World Factbook w 2017 roku:
- islam – 57,7% (sunnici – 28,7%, szyici – 28,4%, a także alawici i ismaelici)
- chrześcijaństwo – 36,2% (największą grupą są maronici)
- druzowie – 5,2%
- pozostali – 0,9% (w tym żydzi, bahaiści, buddyści i hinduiści).

Struktura religijna kraju w 2010 roku według Pew Research Center:
- islam – 61,3% (2 590 000)
- chrześcijaństwo – 38,3% (1 620 000):
  - Katolickie Kościoły wschodnie – 28,8% (1 220 000)
  - prawosławie – 8,3% (350 000)
  - protestantyzm – 1,0% (40 000)
- brak religii – 0,3% (10 000).

## Ustrój polityczny
Liban jest republiką demokratyczną parlamentarno-gabinetową. Głową państwa jest prezydent wybierany na 6-letnią kadencję przez Zgromadzenie Narodowe. Władza ustawodawcza należy do jednoizbowego (unikameralnego) parlamentu liczącego 128 deputowanych wybieranych w wyborach powszechnych co cztery lata. Władzę wykonawczą sprawuje rząd z premierem mianowanym przez prezydenta. Władza sądownicza jest sprawowana przez niezawisłe sądy.

## Siły zbrojne
Liban dysponuje trzema rodzajami sił zbrojnych: wojskami lądowymi, marynarką wojenną oraz siłami powietrznymi. Uzbrojenie sił lądowych Libanu składało się w 2014 roku z: 318 czołgów, 1,6 tys. opancerzonych pojazdów bojowych oraz 233 zestawów artylerii holowanej. Marynarka wojenna Libanu dysponowała w 2014 roku 55 okrętami obrony przybrzeża. Libańskie siły powietrzne z kolei posiadały w 2014 roku uzbrojenie w postaci m.in. 44 samolotów transportowych, 8 samolotów szkolno-bojowych oraz 44 śmigłowców.
Wojska libańskie w 2014 roku liczyły 131 tys. żołnierzy zawodowych oraz 280,7 tys. rezerwistów. Według rankingu Global Firepower (2016) libańskie siły zbrojne stanowią 95. siłę militarną na świecie, z rocznym budżetem na cele obronne w wysokości 1,7 mld dolarów (USD).

## Podział administracyjny
Liban jest podzielony na 6 gubernatorstw (Mohafazas), które z kolei dzielą się na 25 dystryktów (Cazas), nie wliczając Bejrutu.
| Muhafaza            | Powierzchnia | Populacja (2001) | Gęstość zaludnienia na km² | Stolica      |
| ------------------- | ------------ | ---------------- | -------------------------- | ------------ |
| Bejrut              | 19,6 km²     | 430 000          | 21 938 osób/km²            | Bejrut       |
| Dżabal Lubnan       | 1968,3 km²   | 1 606 000        | 816 osób/km²               | Babda        |
| Dystrykt Północny   | 2024,8 km²   | 860 000          | 424 osób/km²               | Trypolis     |
| Al-Bika             | 4160,9 km²   | 575 000          | 138 osób/km²               | Zahla        |
| An-Nabatijja        | 1098,0 km²   | 293 000          | 266 osób/km²               | An-Nabatijja |
| Dystrykt Południowy | 929,6 km²    | 503 000          | 541 osób/km²               | Sydon        |
| Liban               | 10 201,2 km² | 4 267 000        | 418 osób/km²               | Bejrut       |

## Gospodarka
Przed wybuchem konfliktu palestyńskiego wysokorozwinięty kraj arabski, nazywany Szwajcarią Bliskiego Wschodu, po wybuchu wojny domowej lat 70. upadek gospodarczy, w latach 90. stopniowa odbudowa gospodarki.
- Przemysł: metale szlachetne, biżuteria, odzieżowy, chemiczny, elektrotechniczny, przetwórstwo ropy naftowej, żelaza i aluminium; rolnictwo, turystyka.
- PKB: 58,65 mld USD (2010 rok).
- PKB na 1 mieszkańca: 14,200 USD (2010 rok).
- Udział w PKB: rolnictwo – 5,1%, przemysł – 15,9%, usługi – 79% (2010 rok).
- Bezrobocie: 6,78% (2016 rok).
- Wzrost PKB: 7,2% (2010 rok).

## Turystyka
Liban jest członkiem Światowej Organizacji Turystyki od 1975 roku. Znajduje się tam 5 obiektów z listy światowego dziedzictwa UNESCO: Andżar, Baalbek, Byblos i Tyr (wszystkie wpisane w 1984) oraz Wadi Kadisza i Las Bożych Cedrów (1998). Według danych z 2008 roku, najczęściej odwiedzanymi miejscami w Libanie są Jeita Grotto, Baalbek, pałac w Bajt ad-Din, Muzeum Narodowe w Bejrucie i Byblos. Według stanu na 2014 rok, w Libanie znajdują się 64 muzea.
W 2013 roku kraj odwiedziło 1,274 mln osób, głównie z Europy i krajów arabskich, rok później – 1,355 mln, natomiast w 2016 – 1,69 mln osób.
W Libanie znajduje się 6 ośrodków narciarskich, planowane jest otwarcie siódmego (stan na 2017). Liban położony jest nad Morzem Śródziemnym; ma 225 km linii brzegowej. W 2015 roku w kraju znajdowało się 338 hoteli, w których było łącznie 18978 pokoi.
W 2014 w branży turystycznej pracowało 7,4% wszystkich zatrudnionych, a turystyka stanowiła 21,1% PKB, z czego bezpośredni wkład stanowił 7,6%.